# En underbar dag
En underbar dag (engelska: One Fine Day) är en amerikansk romantisk komedifilm från 1996 i regi av Michael Hoffman. I huvudrollerna ses George Clooney och Michelle Pfeiffer.

## Handling
Frånskilda Melanies son ska på skolutflykt men de missar färjan. Detsamma gör Jack och hans dotter och trots en djup misstro måste de hjälpa varandra för att passa ihop barnpassning med deras reguljära arbete. Misstänksamheten ersätts så småningom av förälskelse.

## Rollista i urval
- Michelle Pfeiffer - Melanie Parker, arkitekt
- George Clooney - Jack Taylor, journalist
- Alex D. Linz - Sammy Parker, Melanies son
- Mae Whitman - Maggie Taylor, Jacks dotter
- Charles Durning - Lew, Jacks chefredaktör
- Jon Robin Baitz - Mr. Yates Jr.
- Ellen Greene - Mrs. Elaine Lieberman
- Joe Grifasi - Manny Feldstein
- Pete Hamill - Frank Burroughs
- Anna Maria Horsford - Evelyn
- Gregory Jbara - Freddy
- Sheila Kelley - Kristen
- Barry Kivel - Mr. Yates Sr.
- Robert Klein - Dr. Martin
- George N. Martin - Mr. Smith Leland
- Michael Massee - Eddie Parker
- Amanda Peet - Celia
- Holland Taylor - Rita
- Rachel York - Liza
- Marianne Muellerleile - Ruta
- Sidney Armus - borgmästare Sidney Aikens

## Musik i filmen i urval
- "One Fine Day" – Natalie Merchant
- "Mama Said" – The Shirelles
- "Someone Like You" – Shawn Colvin
- "Have I Told You Lately" – Van Morrison
- "The Glory of Love" – Keb' Mo'
- "For the First Time" – Kenny Loggins